# مهندسی راه‌آهن

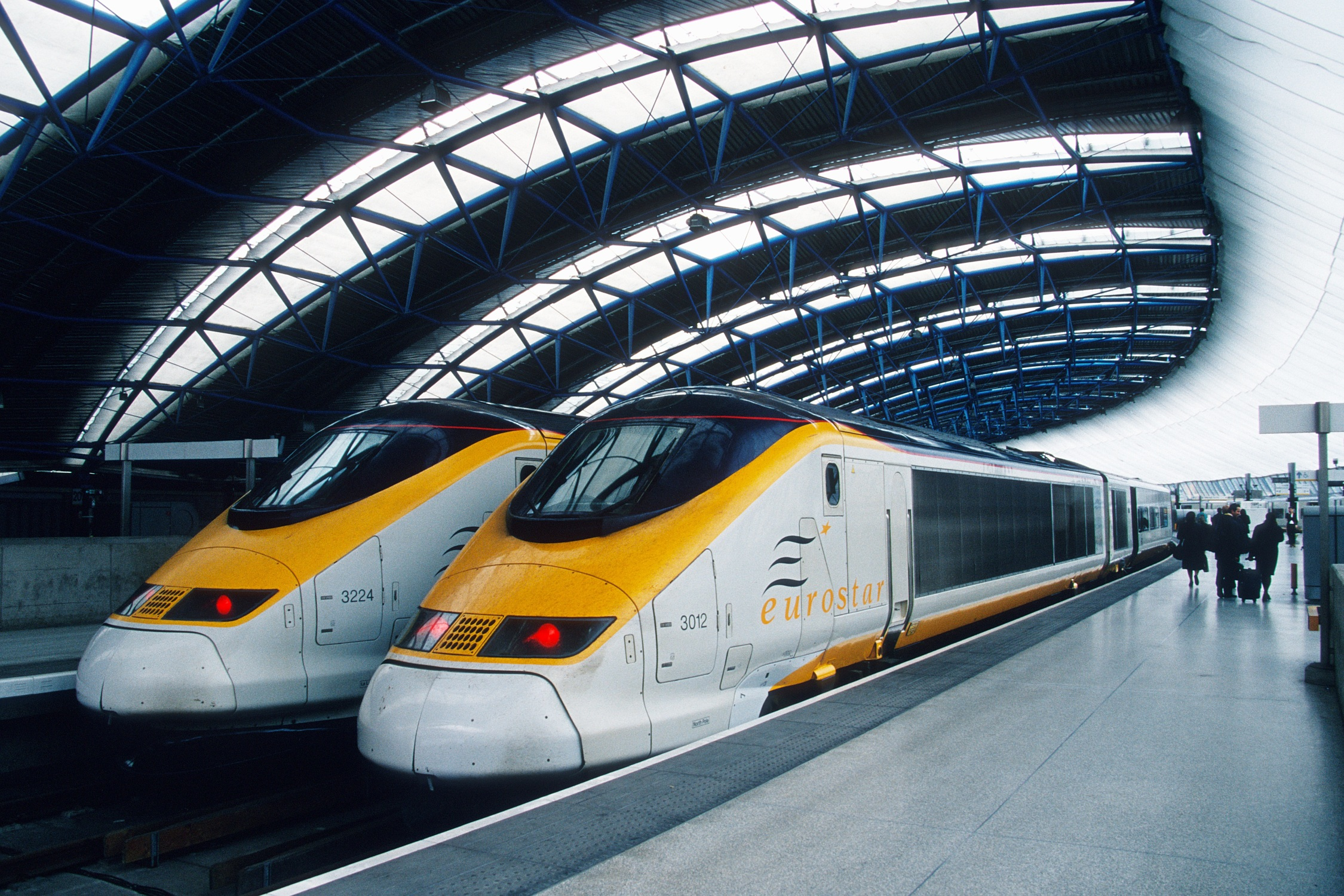
قطارهای شرکت یورواستار در ایستگاه واترلو در شهر لندن. این قطارها از طریق تونل زیردریایی کانال مانش مسافران را بین بریتانیا، فرانسه و بلژیک منتقل می‌کنند.

مهندسی راه‌آهن (به انگلیسی: Railway Engineering) یک رشتهٔ چندوجهی است که به طراحی، ساخت و بهره‌برداری سامانه‌های مختلف ریلی می‌پردازد. این رشته دارای گسترهٔ زیادی از رشته‌ها هم‌چون مهندسی عمران، مهندسی مکانیک، مهندسی صنایع، مهندسی برق، مهندسی مواد و مهندسی کامپیوتر می‌باشد.

## تاریخچه
راه‌آهن به شکل امروزی اوایل قرن نوزدهم و در معادن انگلستان شکل گرفت. با ظهور راه‌آهن، احساس نیاز به مهندسانی پیش‌آمد که توانایی برخورد با موضوعات منحصر به فرد در مهندسی راه‌آهن را داشته باشند. با گسترش راه‌آهن و تبدیل شدن به یک نیروی بزرگ اقتصادی، مهندسان بیش‌تری در این زمینه درگیر شدند. امروزه با افزایش کارکردهای راه‌آهن در حمل و نقل بار و مسافر و به وجود آمدن شکل‌های نویی از حمل و نقل ریلی هم‌چون مترو، تراموا، منوریل، قطارهای مگلو و …، این رشته هم‌چنان در حال گسترش است. این رشته در ایران در سال ۱۳۷۶ خورشیدی در دانشگاه علم و صنعت ایران آغاز به کار کرد و هم‌اکنون دانشگاه‌های دیگری نیز به ارائهٔ مهندسی راه‌آهن می‌پردازند.

## گرایش‌های مهندسی راه‌آهن

### دورهٔ کارشناسی[۲]
- مهندسی حمل و نقل ریلی:

به منظور توسعهٔ مدیریت و برنامه‌ریزی در راه‌آهن، گرایش حمل و نقل ریلی تأسیس گردیده‌است. این گرایش به تحلیل سامانه‌های ریلی می‌پردازد و به نوعی کاربرد مهندسی صنایع در صنعت راه‌آهن است. درس‌های مرتبط به مهندسی صنایع، عواملی مؤثر در توانایی برنامه‌ریزی در جهت بهبود وضعیت راه‌آهن به‌شمار می‌آیند. این رشته مهندسی بهره‌برداری راه‌آهن نیز نامیده می‌شود.
- مهندسی خط و سازه‌های ریلی:

این رشته با نگاهی بر پایهٔ مهندسی عمران خط راه‌آهن را مورد مطالعه قرار می‌دهد و دانشجویان در این رشته افزون بر درس‌های تخصصی رشتهٔ عمران با تحلیل و طراحی خط آهن آشنا می‌شوند ضمن آن‌که بررسی علمی سازه‌های مختلف راه‌آهن مانند پل، تونل، ایستگاه و … از درون‌مایه‌های اصلی این رشتهٔ تحصیلی است. تحلیل، طراحی، ساخت، اجرا، نگهداری و تعمیر خطوط راه‌آهن و سازه‌های فنی آن مهم‌ترین وظیفهٔ دانش‌آموختگان این رشته‌است. مهندسی خط و ابنیهٔ فنی یا مهندسی خطوط راه‌آهن نام‌های دیگری است که برای این رشته به کار می‌رود.
- مهندسی ماشین‌های ریلی:

مهندسی مکانیک بنیان علمی این رشته را می‌سازد و این رشته ارتباط مستقیمی با دیگر بخش‌های صنعت حمل و نقل ریلی دارد. عملیات این بخش بر روی ماشین‌های ریلی که شامل لکوموتیوها، واگن‌های باری یا مسافری می‌شود متمرکز است. طراحی، انتخاب گزینهٔ مناسب از میان گزینه‌های موجود، بهبود در نگهداری سیستم‌ها، بازسازی و ساخت ماشین‌های ریلی در راستای طرح‌های توسعه، نیاز به کارشناسانی خبره و آشنا به روش‌ها و شیوه‌های علمی روز دارد. دانش‌آموختگان این گرایش باید توانایی طراحی، ساخت، تعمیر و نگهداری ناوگان ریلی را داشته باشند. از این رشته گاهی با نام مهندسی جریه نیز یاد می‌شود.

### دورهٔ کارشناسی ارشد[۲]
- مهندسی حمل و نقل ریلی
- مهندسی خطوط راه‌آهن
- مهندسی ماشین‌های ریلی
- مهندسی ایمنی در راه‌آهن:

مهندسی ایمنی راه‌آهن شامل درس‌های نظری و برنامه‌های تحقیقاتی در زمینهٔ مدیریت ایمنی، خطر و روش‌های تأمین و تضمین ایمنی در سامانه‌های حمل و نقل ریلی می‌باشد. برنامه‌ریزی، مدیریت، طراحی و نظارت بر سامانه‌های تأمین ایمنی در حمل و نقل ریلی از هدف‌های تربیت دانشجویان در این رشته‌است. آن‌ها باید بتوانند به صورت تأثیرگذاری پاسخگوی نیازها و کمبودها در این بخش باشند. مهندسی ایمنی در بررسی عوامل بروز سوانح، تدوین استانداردهای ایمنی، نظارت بر انجام درست فعالیت‌ها از دیدگاه ایمنی، تحقیق و مطالعه در بهینه‌سازی روش‌ها و هم‌چنین طراحی و اجرای سامانهٔ مدیریت ایمنی در صنعت حمل و نقل ریلی اثرگذار می‌باشد.
- مهندسی راه‌آهن برقی:

این دورهٔ آموزشی و پژوهشی، به منظور فعالیت در زمینه‌های برقی کردن راه‌آهن، شبکه‌های الکتریکی راه‌آهن و کنترل تعریف شده‌است و دانش‌آموختگان آن باید بتوانند در زمینهٔ برنامه‌ریزی، مدیریت، طراحی و پیاده کردن پروژه‌های پست‌های الکتریکی راه‌آهن، توزیع انرژی الکتریکی، شبکهٔ تغذیه قطار، تراکشن موتورها، کنترل‌کننده‌های مربوط به هدایت و بهینه‌سازی و تأسیسات فنی مربوطه، پاسخگوی نیازها و کمبودهای سامانه‌های مختلف حمل و نقل ریلی باشند.
- مهندسی کنترل و علائم:

کنترل، علائم و ارتباطات در حمل و نقل ریلی از درون‌مایه‌های این رشتهٔ تحصیلی است که به بهره‌برداری بیش‌تر از خط و ایمنی بالاتر آن می‌انجامد و فعالیت در زمینهٔ برنامه‌ریزی، مدیریت، طراحی و ساخت سامانه‌های کنترل و علائم در حمل و نقل ریلی از وظایف مهندسان کنترل و علائم است.

### دورهٔ دکترای تخصصی[۲]
- مهندسی خطوط راه‌آهن
- مهندسی ماشین‌های ریلی
- مهندسی کنترل و علائم

## دانشگاه‌های ارائه دهنده
1. دانشگاه‌های سراسری:[۳]
  1. دانشگاه علم و صنعت ایران، دانشکدهٔ راه‌آهن
  2. دانشگاه اصفهان، دانشکدهٔ حمل و نقل
  3. دانشگاه صنعتی امیر کبیر
  4. دانشگاه صنعتی کرمانشاه
  5. دانشگاه تبریز (واحد میانه)-کاردانی خط و ابنیه
2. دانشگاه پیام نور و غیر انتفایی:
  1. دانشگاه پیام نور تهران شمال - شمیرانات
  2. دانشگاه پیام نور تبریز
  3. دانشگاه آزاد شیراز واحد صدرا